# Tipula (Platytipula) dissociata
Tipula (Platytipula) dissociata is een tweevleugelige uit de familie langpootmuggen (Tipulidae). De soort komt voor in het Palearctisch gebied.